# 2012年リトアニア議会選挙
2012年リトアニア議会選挙は、バルト三国の一つであるリトアニア共和国の立法府であるセイマスを構成する議員を全面改選するために行われた選挙で、2012年10月14日と28日に投票が行われた。

## 概要
セイマスの議員任期4年が満了したことに伴って実施された選挙である。議会選挙と同時にヴィサギナス原子力発電所の建設是非を問う国民投票も同時に実施された。
国民投票の結果については原発新設の是非を問うリトアニアの国民投票を参照。　

## 基礎データ
- 選挙事由：セイマス議員の任期満了
- 選挙権：18歳以上
- 被選挙権：25歳以上
- 議員任期：4年（解散あり）
- 議員定数：141議席
  - 小選挙区：71議席
  - 比例代表：70議席
- 選挙制度：小選挙区比例代表並立制
  - 小選挙区：二回投票制。第一回投票で過半数を獲得した候補者が不在の場合、二週間後に上位二候補で行われる決選投票で決定。
  - 比例代表：最大剰余方式（ヘア基数）。議席獲得に最低限必要な得票（阻止条項）は5％（政党連合は7％）。

## 選挙結果
10月14日と28日に行われた選挙の結果、中道左派政党であるリトアニア社会民主党が第1党に躍進し、中道右派で与党の祖国同盟＝リトアニアキリスト教民主党は第2党に後退した。
|                    | 第1回投票 （10月14日）※ | 第2回投票 （10月28日）※2 |
| ------------------ | ----------------------- | ------------------------ |
| 有権者名簿搭載者数 | 2,588,418               | 2,438,641                |
| 投票者数           | 1,370,014               | 874,394                  |
| 投票率             | 52.93%                  | 35.86%                   |
| 無効票             | 57,924                  | 47,926                   |
| 有効投票           | 1,312,090               | 826,468                  |

※第1回投票の数字は比例代表選挙の結果。※2、第1回投票で当選者が出なかった67選挙区で実施。
| 党派                                   | 政党得票  | 得票率 | 党派別議席数 | 党派別議席数 | 党派別議席数 |
| 党派                                   | 政党得票  | 得票率 | 比例代表     | 小選挙区     | 合計議席     |
| -------------------------------------- | --------- | ------ | ------------ | ------------ | ------------ |
| リトアニア社会民主党                   | 251,610   | 18.37% | 15           | 23           | 38           |
| 祖国同盟＝リトアニア・キリスト教民主党 | 206,590   | 15.08% | 13           | 20           | 33           |
| 労働党                                 | 271,520   | 19.82% | 17           | 12           | 29           |
| 秩序と正義                             | 100,120   | 7.31%  | 6            | 5            | 11           |
| リトアニア共和国自由運動               | 117,476   | 8.57%  | 7            | 3            | 10           |
| リトアニア・ポーランド人選挙活動       | 79,840    | 5.83%  | 5            | 3            | 8            |
| 勇気の道                               | 109,448   | 7.99%  | 7            | 0            | 7            |
| リトアニア農民・緑の連合               | 53,141    | 3.88%  | 0            | 1            | 1            |
| その他の政党                           | 122,345   | 8.93%  | 0            | 0            | 0            |
| 無所属                                 | －        | －     | －           | 3            | 3            |
| 未定※                                  | －        | －     | －           | 1            | 1            |
|                                        | 1,312,090 |        | 70           | 71           | 141          |

出典：“Balsavimo rezultatai daugiamandatėje apygardoje”、“Balsavimo rezultatai vienmandatėse apygardose”、“Išrinkti Lietuvos Respublikos Seimo nariais 2012 - 2016”。2012年10月29日閲覧　
※ザラサイ・ビサギナス選挙区において重大な選挙違反が最高裁で確認されたため、当該選挙区の当選者は無し。半年以内に再選挙を実施することになった。出典：Antrasis Seimo rinkimų turas vyks 2012 m. spalio 28 d.（2012年10月29日閲覧）。2012年11月10日、憲法裁判所はビルジャイ・クピスキス選挙区における選挙無効の決定を下した。そのため選挙結果が確定した同月14日時点の小選挙区当選者は139名となった。また同月26日には議員1名が死去したため、2013年3月に3選挙区で補欠選挙が実施され、社会民主党2名と「秩序と正義」1名が当選し、定数141名が全て満たされた。出典。“リトアニア政治・経済月間情勢（１１月）” (PDF).  在リトアニア日本大使館 (2012年11月). 2013年12月28日閲覧。“リトアニア政治・経済月間情勢（３月）” (PDF).   在リトアニア日本大使館 (2013年3月). 2013年12月28日閲覧。